# Poligon circumscriptibil

Pentagon circumscriptibil

În geometria euclidiană un poligon circumscriptibil este un poligon convex care conține un cerc înscris. Acesta este un cerc care este tangent la fiecare dintre laturile poligonului. Poligonul dual al unui poligon circumscriptibil este un poligon inscriptibil, care are un cerc circumscris care trece prin toate vârfurile sale.
Toate triunghiurile sunt circumscriptibile, la fel ca toate poligoanele regulate cu orice număr de laturi. Un grup bine studiat de poligoane circumscriptibile sunt patrulaterele circumscriptibile, inclusiv romburile și romboizii.

## Caracteristici
Un poligon convex are un cerc înscris dacă și numai dacă toate bisectoarele unghiurilor interioare sunt drepte concurente. Acest punct comun este centrul cercului înscris.
Un poligon cu n laturi notate în ordine a1, ..., an este circumscriptibil dacă și numai dacă sistemul de ecuații liniare
{\displaystyle x_{1}+x_{2}=a_{1},\quad x_{2}+x_{3}=a_{2},\quad \ldots ,\quad x_{n}+x_{1}=a_{n}}
are o soluție (x1, ..., xn) în numere reale pozitive. Dacă această soluție există, atunci x1, ..., xn sunt lungimile la tangente ale poligonului (lungimile de la vârfuri la punctele de tangență ale cercului înscris cu laturile).

## Unicitate
Dacă numărul de laturi n este impar, atunci pentru orice set dat de lungimi ale laturilor {\displaystyle a_{1},\dots ,a_{n}} care satisfac criteriul de mai sus există un singur poligon circumscriptibil. Însă dacă n este par există o infinitate de poligoane circumscriptibile.:p. 389 De exemplu, în cazul unui patrulater cu toate laturile egale toate romburile, indiferent de mărimea unghiurilor lui ascuțite, au cercuri înscrise, căci sunt circumscriptibile.

## Cercul înscris
Dacă cele n laturi ale poligonului circumscriptibil sunt a1, ..., an, raza cercului înscris este
{\displaystyle r={\frac {K}{s}}={\frac {2K}{\sum _{i=1}^{n}a_{i}}}}
unde K este aria poligonului iar s este semiperimetrul său. (Deoarece toate triunghiurile sunt circumscriptibile, această formulă este valabilă pentru toate triunghiurile.)

## Alte proprietăți
- Pentru un poligon circumscriptibil cu un număr impar de laturi toate laturile sunt egale dacă și numai dacă și toate unghiurile sunt egale (deci poligonul este unul regulat). Un poligon circumscriptibil cu un număr par de laturi are toate laturile egale dacă și numai dacă unghiurile alternate sunt egale (adică unghiurile A, C, E, ... sunt egale, iar unghiurile B, D, F, ... sunt egale).[5]
- Într-un poligon circumscriptibil cu un număr par de laturi, suma lungimilor laturilor impare este egală cu suma lungimilor laturilor pare.[2]
- Un poligon circumscriptibil are o arie mai mare decât orice alt poligon cu același perimetru și aceleași unghiuri interioare în aceeași succesiune.[6]:p. 862[7]
- Centroidul oricărui poligon circumscriptibil, centroidul punctelor sale de pe frontieră și centrul cercului înscris sunt coliniare, cu centroidul poligonului între celelalte și de două ori mai departe de centrul cercului înscris decât de centroidul frontierei.[6]:pp. 858–9

## Triunghi circumscriptibil
În timp ce toate triunghiurile sunt circumscriptibile unui cerc, un triunghi se numește triunghi circumscriptibil al unui triunghi de referință dacă punctele de tangență cu cercul ale triunghiului circumscriptibil sunt și vârfurile triunghiului de referință.

## Patrulater circumscriptibil
Un Patrulater circumscriptibil este un patrulater care admite un cerc înscris.

## Hexagon circumscriptibil

Diagonale principale concurente

- Într-un hexagon circumscriptibil ABCDEF diagonalele principale AD, BE și CF sunt drepte concurente conform teoremei Brianchon.